# 47e régiment de marche
Pour les articles homonymes, voir 47e régiment.
Le 47e régiment d'infanterie de marche (ou 47e régiment de marche) est un régiment d'infanterie français, qui a participé à la guerre franco-allemande de 1870.

## Création et différentes dénominations
- 9 novembre 1870 : formation du 47e régiment d'infanterie de marche
- 12 juillet 1871 : fusion dans le 47e régiment d'infanterie de ligne

## Chef de corps
- 26 octobre 1870 : lieutenant-colonel Ségard[1],[2]

## Historique
Le régiment est formé le 19 octobre 1870 à Besançon, à trois bataillons de six compagnies.
Le 47e de marche est affecté à la 1re brigade de la 3e division du 20e corps d'armée de la 1re armée de la Loire puis à partir de janvier de l'armée de l'Est.
Le régiment est interné en Suisse le 1er février 1871.
Il fusionne le 12 juillet 1871 dans le 47e régiment d'infanterie de ligne.